# Kagawa Five Arrows
Il Kagawa Five Arrows (香川ファイブアローズ) è una società cestistica avente sede a Takamatsu, in Giappone. Fondata nel 2006, gioca in B.League.

## Storia
Il Kagawa Five Arrows è una squadra di pallacanestro giapponese fondata a Takamatsu nel 2006. Ha partecipato in Bj league dal 2006 al 2016. Attualmente gioca in B3 League, la terza serie del campionato giapponese di pallacanestro.